# اولیویه بروچارد
اولیویه بروچارد (انگلیسی: Olivier Brochard؛ زادهٔ ۲ فوریهٔ ۱۹۶۷) بازیکن فوتبال اهل فرانسه است.
از باشگاه‌هایی که در آن بازی کرده‌است می‌توان به باشگاه ورزشی آمیان و باشگاه فوتبال سدان اشاره کرد.